# ジオヴァニ・エンヒキ・アモリム・ダ・シウヴァ
ジオヴァニ（Giovani）もしくはジオヴァニ・エンヒキ（Giovani Henrique）ことジオヴァニ・エンヒキ・アモリム・ダ・シウヴァ（ポルトガル語: Giovani Henrique Amorim da Silva、2004年1月1日 - ）は、ブラジルのサッカー選手。ポジションはフォワード。

## クラブ歴
SEパルメイラスの下部組織出身。2021年3月11日にカンピオナート・パウリスタでルーカス・リマに代えて投入され選手初出場。5月19日にはヴェズレイに代えて投入されコパ・リベルタドーレス初出場も果たした。
2023年6月27日、アル・サッドに5年契約で移籍した。